# 岐阜保健大学短期大学部
岐阜保健大学短期大学部（ぎふほけんだいがくたんきだいがくぶ、英語: Gifu Junior College of Health Science、公用語表記: 岐阜保健大学短期大学部）は、岐阜県岐阜市東鶉2-92に本部を置く日本の私立大学。1978年創立、2007年大学設置。大学の略称は岐保短（ぎほたん）。

## 概要

### 大学全体
- 学校法人豊田学園の運営により岐阜県岐阜市内に設置されている日本の私立短期大学[1]。
- 旧来の専門学校を発展改組して誕生した短期大学で2007年（平成19年）唯一の新設となっている[2]。
- 2009年（平成21年）[3]および2010年（平成22年）[4]に学科の増設が行われ、最大1学科と1学科2専攻にまで発展した[注 1]。当時の学長は、もと岐阜薬科大学の学長を歴任した永井博弌[5]。
- 予て設置計画のあった四年制大学への譲渡のため、結果的に看護学科は2018年度入学生まで、リハビリテーション学科各専攻は2020年の入学生を最終として、短期大学としての使命を終えた。

### 建学の精神（校訓・理念・学是）
- 教育理念は、「生命の尊重と個人の尊厳を基盤として豊かな人間性を涵養し、看護の専門的知識・技術を教授研究し、保健医療のニーズを的確に捉え、看護の専門職として人々に信頼される看護の実践力を備えた人材育成」となっている。

## 教育および研究
- 看護師およびリハビリテーションの専門家養成に力を入れていた。
- 教育は、地域に根ざした実践者として活躍できる看護師の育成がねらいとされている。1年次より臨地実習があり、実習先として朝日大学歯学部附属村上記念病院や岐阜赤十字病院・松波総合病院・社団法人岐阜病院・まつなみ訪問看護ステーション・各種老人関連施設・かぐや第二幼稚園・岐阜市立保育所など様々な施設が用意されている。昼間部3年制となっている。

## 沿革
- 1978年（昭和53年） - 豊田弘の個人経営により岐阜市東金宝町2-14において中央調理師学校[6]が設置される。
- 1984年（昭和59年） - 学校法人豊田学園が発足する[7]。それにより、中央調理師学校が同法人の運営となり中央調理専門学校（専修学校）に改組される。
- 1990年（平成2年） - 豊田学園医療専門学校開校。看護学科を置く。
- 1994年（平成6年） - 同専門学校に介護福祉学科を設置。
- 1996年（平成8年） - 同専門学校を豊田学園医療福祉専門学校に改称。
- 1997年（平成9年） - 同専門学校にリハビリテーション学科を設置。
- 1998年
  - 2月6日 学校法人豊田学園による補助金不正受給事件で関係者が逮捕される[8]。
- 2003年（平成15年） - 同専門学校に東洋医療学科、はり・きゅう学科を増設。
- 2004年（平成16年） - 同専門学校に柔道整復科を増設。
- 2006年
  - 11月30日 左記を以て文部科学省より短期大学の設置が認可される[9]。
- 2007年（平成19年） - 岐阜保健短期大学が以下の学科体制にて開学。
  - 看護学科[注釈 1]
- 2009年（平成21年） - 学科を新設[11][3]。
  - リハビリテーション学科理学療法学専攻[注 2]
- 2010年（平成22年） - リハビリテーション学科に以下の新たな課程を設ける[4]。
  - 作業療法学専攻[注 3]
  - 言語聴覚学専攻[注 4]
- 2011年（平成23年） - リハビリテーション学科言語聴覚専攻の募集を最終とする[注釈 2]
- 2014年（平成27年） - リハビリテーション学科言語聴覚専攻を廃止する[13]。
- 2018年（平成30年） - 短期大学看護学科の入学生を最終とする。
- 2019年（平成31年） -岐阜保健大学看護学部への水増しに伴い看護学科の募集を停止し、岐阜保健大学短期大学部に改名。
- 2020年（令和2年） - 短期大学自体の入学生はこの年度の入学生を最終とする。翌年度より岐阜保健大学リハビリテーション学部への水増しに伴いリハビリテーション学科の募集を停止。それにより、短期大学自体の学生募集を停止。但し、最後に入学した2020年度入学生が卒業するまでは、経過措置として存続。

## 基礎データ

### 所在地
- 岐阜県岐阜市東鶉2-92

## 教育および研究

### 組織

#### 学科
- 看護学科
- リハビリテーション学科
  - 理学療法学専攻
  - 作業療法学専攻
  - 言語聴覚学専攻[注釈 2]

#### 取得資格について
- 看護学科では看護師受験資格が取得できるカリキュラムとなっていた。
- リハビリテーション学科では以下の受験資格が与えられた。
  - 理学療法学専攻：理学療法士
  - 作業療法学専攻：作業療法士
  - 言語聴覚学専攻：言語聴覚士

### 研究
- 『岐阜保健短期大学紀要』[14]

## 学生生活

### スポーツ
- バドミントンでは、2007年（平成19年）に実施された岐阜県私立短期大学体育連盟主催の体育大会の女子の部において準優勝している。

## 大学関係者と組織

### 大学関係者一覧
- 永井博弌：2010年（平成22年）より

## 施設

### キャンパス[注 5]
- 交通アクセス：岐阜バス「岐阜保健短大」バス停留所で下車。以下の各駅から利用できる。
  - 名古屋鉄道名鉄岐阜駅前、名鉄岐阜バス停2番のりば（南進）
  - JR岐阜駅北口、JR岐阜バス停　5番のりば（赤が目印）より。加納南線（6）・東鶉行き

### 附属機関[注 5]
- 附属鍼灸接骨院

## 併設学校[注 5]
- 岐阜保健短期大学調理専門学校
- 岐阜保健短期大学医療専門学校

### 他大学との協定

#### 国内大学
- 放送大学[15]